# 革脚絆物語

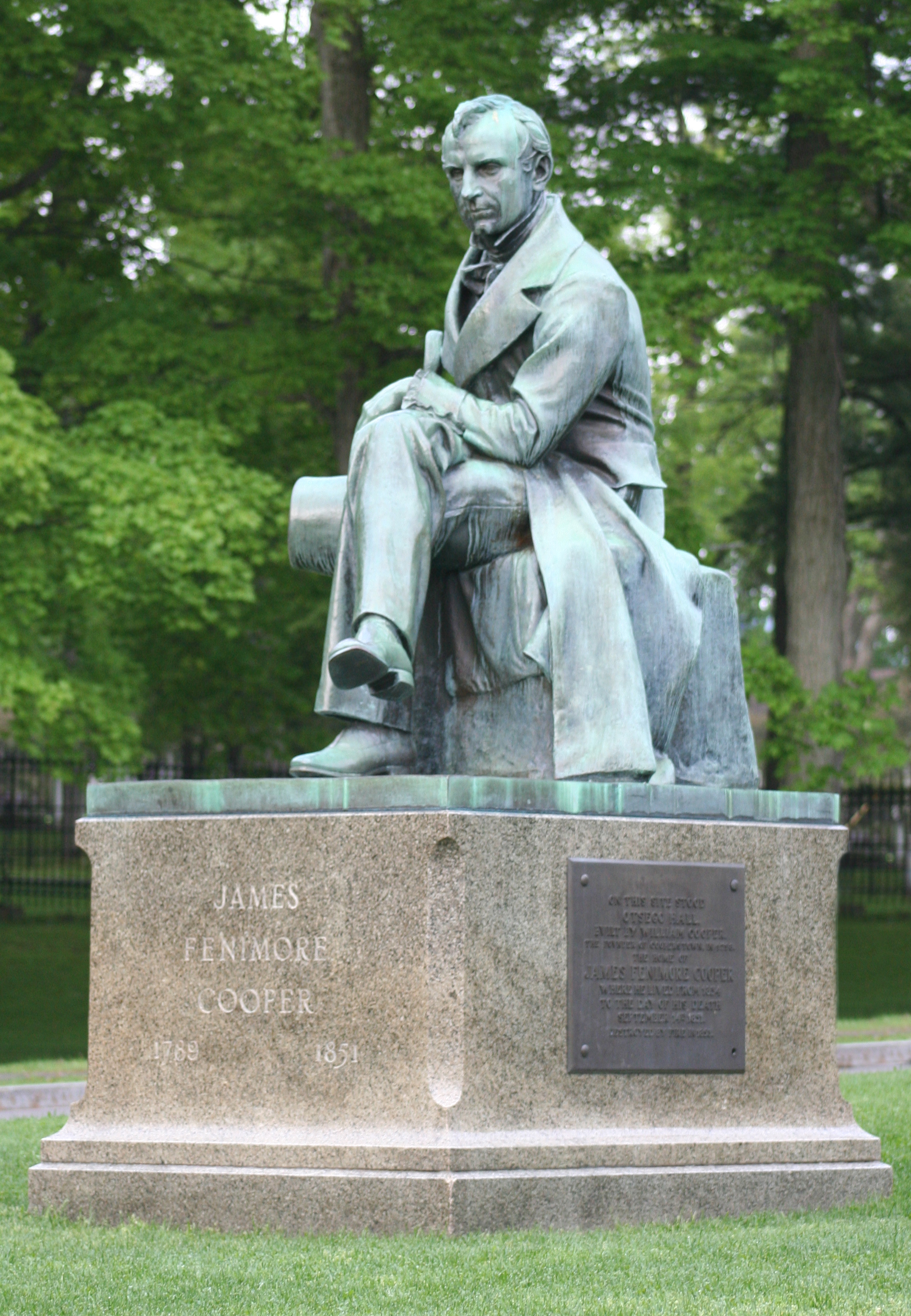
ジェイムズ・フェニモア・クーパー

革脚絆物語、または、レザーストッキング物語（かわきゃはんものがたり、レザーストッキングものがたり、Leatherstocking Tales）は、アメリカの作家ジェイムズ・フェニモア・クーパーにより1823-41年に発表された小説五部作で、主に18世紀のニューヨーク州イロコイ地域の開拓時代が舞台となっている。各作品はヨーロッパ系アメリカ人入植者ナッティ・バンポーをめぐる物語で、彼は「革脚絆」「パスファインダー」「罠師」、ネイティブアメリカンからは「鹿殺し」「長い銃」「ホークアイ」と呼ばれる人物である。
クーパーの代表作であり、その後の西部劇の源泉となったとも言われ、またナッティ・バンポーはアメリカン・ヒーローの原型とも言われる。

## 作品と出版経緯・評価

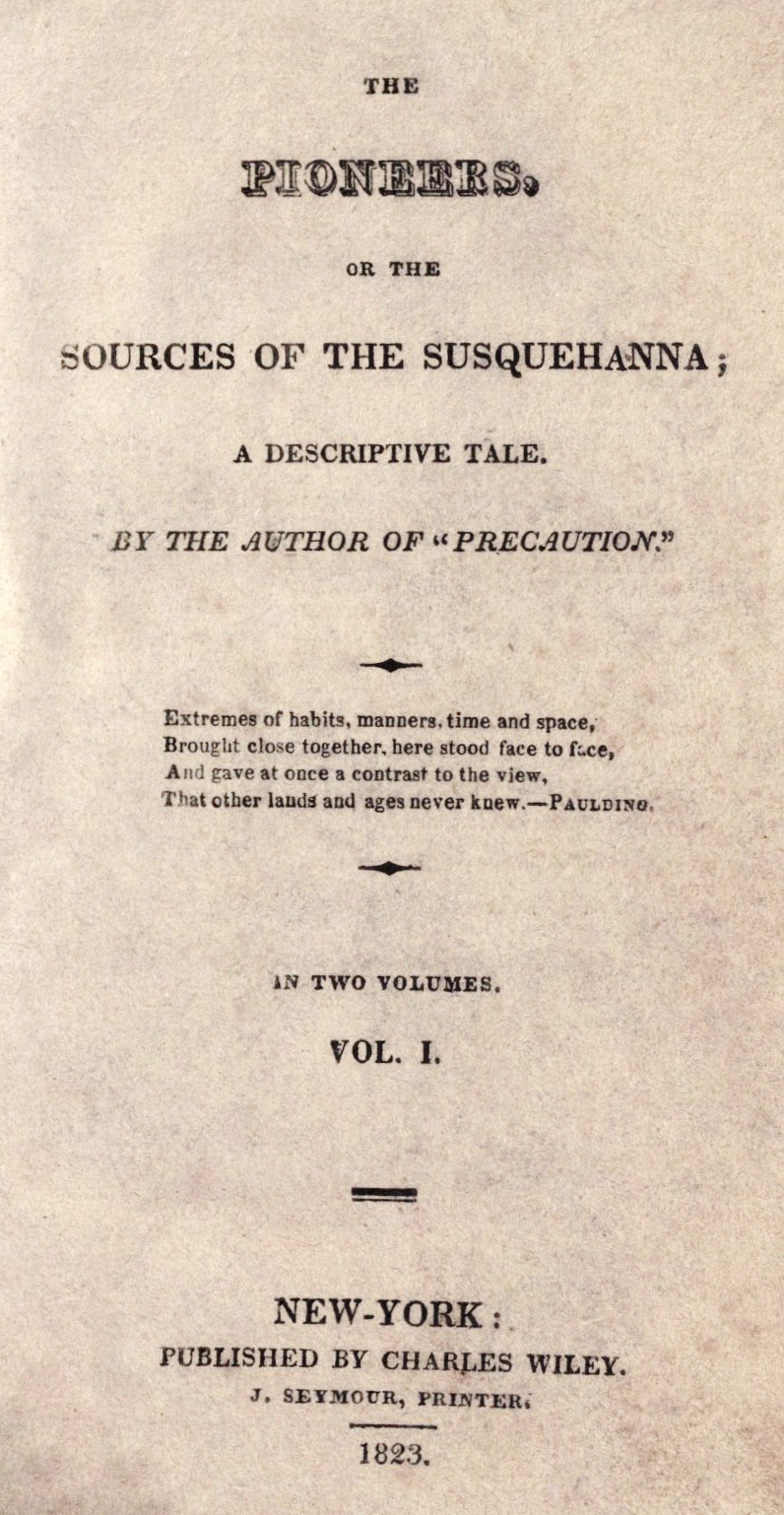
『開拓者たち』1823年版表紙

出版年と、舞台となった時代（順番）は下記。年号は作中に明示されるか、背景となっている歴史上の事件からの推測だが、現実と矛盾した設定もある。
- 『開拓者たち』The Pioneers, or the Sources of the Susquehana; A Descriptive Tale　1823年（1793年が舞台(4)）
- 『モヒカン族の最後』The Last of the Mohicans: A Narrative of 1757  1826年（1757年が舞台(2)）
- 『大草原』The Prairie: A Tale 1827年（1804年が舞台(5)）
- 『パスファインダー』The Pathfinder, or The Inland Sea 1840年（1759年頃が舞台(3)）
- 『ディアスレイヤー』The Deerslayer, or The First War-Path 1841年（1744年頃が舞台(1)）

クーパーは、毎晩妻のために朗読していたイギリスの家庭小説をつまらないと口走ってしまったことがきっかけで処女作を執筆することになったが、第三作『開拓者たち』については自分自身の楽しみのために書いたと述べている。以後もシリーズの全体計画があったのではなく、一作ごとに新たな構想によって執筆されたもので、クーパーのヨーロッパ滞在(1826-33年)ののちに書かれた『パスファインダー』『ディアスレイヤー』では歴史への言及は一般化（抽象化）されていく。
また少年期におけるニューヨーク州クーパーズタウンでの開拓生活の中で、森林や荒野に親しみ、周辺のネイティブ・アメリカンの生活を見たり聞いたりしてきたことも作品に生かされている。
ナッティ・バンポーの人物像の一部は、探検家のダニエル・ブーンやデイビッド・シップマンの影響を受けていると言われている。
ルカーチ・ジェルジュはバンポーについて、ウォルター・スコット作品の「社会の先端には位置せず、歴史上の事件に直接関わってはいないが、その社会的及び文化的な分析のためには役立つ、中間的な人物」に例えた。
あまりに広い人気を得たために、現代では子供向けの物語、大衆文化に属するとみられることも多く、学問的な研究の対象として取り上げられることも少なかった。これらの作品でクーパーはアメリカの国民的作家としての地位を築き、また森やネイティブ・アメリカン、開拓者の冒険や恋愛を扱った、きわめてアメリカ的テーマとしてヨーロッパでも広く読まれ、フランク・ルーサー・モット『黄金の大衆』(1847年)の1820-40年代のベストセラーリストでは革脚絆物語を含むクーパーの7作品が含まれており、当時クーパーについて「スコットよりも優れている」「時代を代表する偉大なるロマンス作家」と評する批評家もいた。その人気はウォルター・スコットと競うほどで、ゲーテやバルザックに感銘を与え、コンラッドも影響を受けたことを認めている。アメリカが抱えている問題を「建国前の歴史に遡って取り組み、独自の視点から捉えて、いまなお示唆に富む洞察を見せてくれる」とも評価される。
ネイティブ・アメリカンの描写の誤りはしばしば指摘されているが、クーパーは作家の想像力に委ねられることの正当性を主張しており、これはウィリアム・ギルモア・シムズによる、アメリカの叙事詩的な国民文学のために必要と説いたことと関連している。
文体は「洗練とはほど遠い不器用な文章」としてマーク・トウェインらからも批判されているが、自然描写の絵画的表現はハドソン・リバー派の画家たちを触発し、作中の場面を描く絵画も多く制作されてきた。
ネイティブ・アメリカンに捕らえられた白人を救出する冒険アクション小説という構成は、ダイムノヴェルとしてベストセラーとなった、アン・S.スティーヴンズ『マラエスカ 白人ハンターのインディアン妻』(1860年)、エドワード・S.エリス『セス・ジョーンズ フロンティアの捕虜』(1860年)などで踏襲された。またナッティ・バンポーは、「自由な生き方そのものの象徴として大衆のヒーローになり得た」のであり、のちのウェスタン・ヒーローの系譜に続くものともされる。

## 登場人物

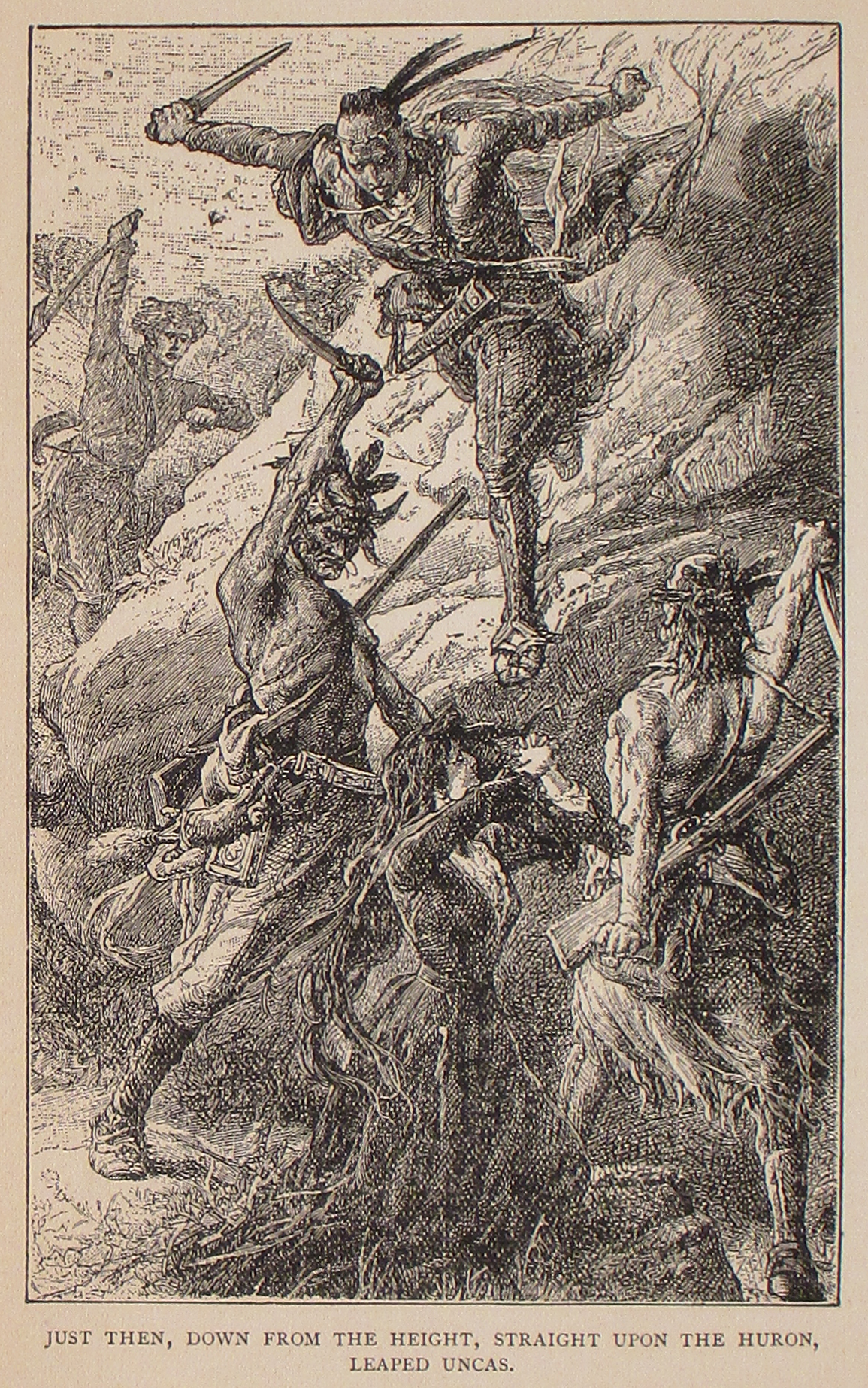
『モヒカン族の最後』挿絵(1897年版)のアンカス

- ナッティ・バンポー(Natty Bumppo) : シリーズを通しての主人公。イギリス系であるが、ネイティブ・アメリカンに育てられたこともある、勇敢な戦士で、ロングライフル銃を得意とする[13]。モヒカン族のチンガチックは兄弟であり、強い絆で結ばれた仲間である。彼は「ディアスレイヤー（鹿殺し）、「パスファインダー」、また『モヒカン族の最後』では「ホークアイ」「長い銃」、『開拓者たち』では「革脚絆」、『大草原』では「罠師」という名で知られている。シリーズは、1740年頃から1806年の間の彼にまつわる出来事を中心に語られる。ネイティブ・アメリカンに深く同化した人物として、アメリカ合衆国存立の正当性を証明しようとしつつ、その正当性をほんとうに確保できるのか危ぶむというジレンマを代弁する役割も担っている[3]。
- チンガチック(Chingachgook) : モヒカン族の酋長であり、バンポーの仲間。『開拓者たち』で山火事を逃れた後で死去するため、『大草原』以外の全作品に登場する。
- アンカス(Uncas) : チンガチックの息子であり、モヒカン族の最後の一人。『モヒカン族の最後』では主要人物であり、作中の戦いで殺害されるが、『パスファインダー』『大草原』でも名前に言及されている。現実の歴史では1600年代に「ウンカス」という名のモヒカン族の酋長が実在した[14]。

## ストーリー
（舞台となった年代順）
- 『ディアスレイヤー』1744年頃、オステゴ湖周辺のフランス軍とネイティブアメリカンの戦いが背景。「鹿殺し」と呼ばれるバンポーと友人のハリーが、イロコワ族に誘拐された猟師とその二人の娘を救出する物語。モヒカン族の酋長チンガチックはバンポーを助けて活躍する。
- 『モヒカン族の最後』1757年にイギリス軍の砦がフランス軍に包囲されているさなか、イギリス司令官の娘がヒューロン族（イロコワ族）でフランス軍スパイのマグワにさらわれるが、ホークアイ（バンポー）、チンガチックと息子のアンカス、イギリス将校らが救出に向かう。
- 『パスファインダー』1759年頃が舞台で、バンポーは40代、イギリス軍の砦に向かう一行に同行し、砦は裏切り者の手引きによって襲われるが、バンポーは一行の中の娘とその父を守る。バンポーの定住と束縛を嫌う信条が謳われている。
- 『開拓者たち』独立戦争後の1793年が舞台で、バンポーは60代、その相棒のオリヴァーのラブストーリーが物語の中心。
- 『大草原』1804年が舞台、主人公は罠師と呼ばれる90歳近い猟師で、猟犬ヘクターと暮らしている。ネイティブアメリカンに襲われかけてい移住者たちを救い、スー族にさらわれた娘を若い士官とともに助けたのち、平和な大往生を遂げる。

## 原作作品

### 映画
- Lederstrumpf, ドイツ、1920年、Arthur Wellin監督、チンガチック役:ベラ・ルゴシ（原作『ディアスレイヤー』）
- Leatherstocking, アメリカ（連続活劇）、1924年、ジョージ・B・サイツ監督（原作『ディアスレイヤー』）
- 『モヒカン族の最後』アメリカ、1936年、ジョージ・B・サイツ監督
- Chingachgook, die große Schlange, 西ドイツ、1967年、リヒャルト・グロショップ監督、チンガチック役:ゴイコ・ミティッチ
- 『ラスト・オブ・モヒカン』アメリカ、1992年、マイケル・マン監督 ※バンポーの名前は「ポー」になっている。
- The Pathfinder, アメリカ（テレビ映画）、1996年、ドナルド・シェビブ監督 ※バンポーの出生児の名前「ナサニエル」に触れられている。

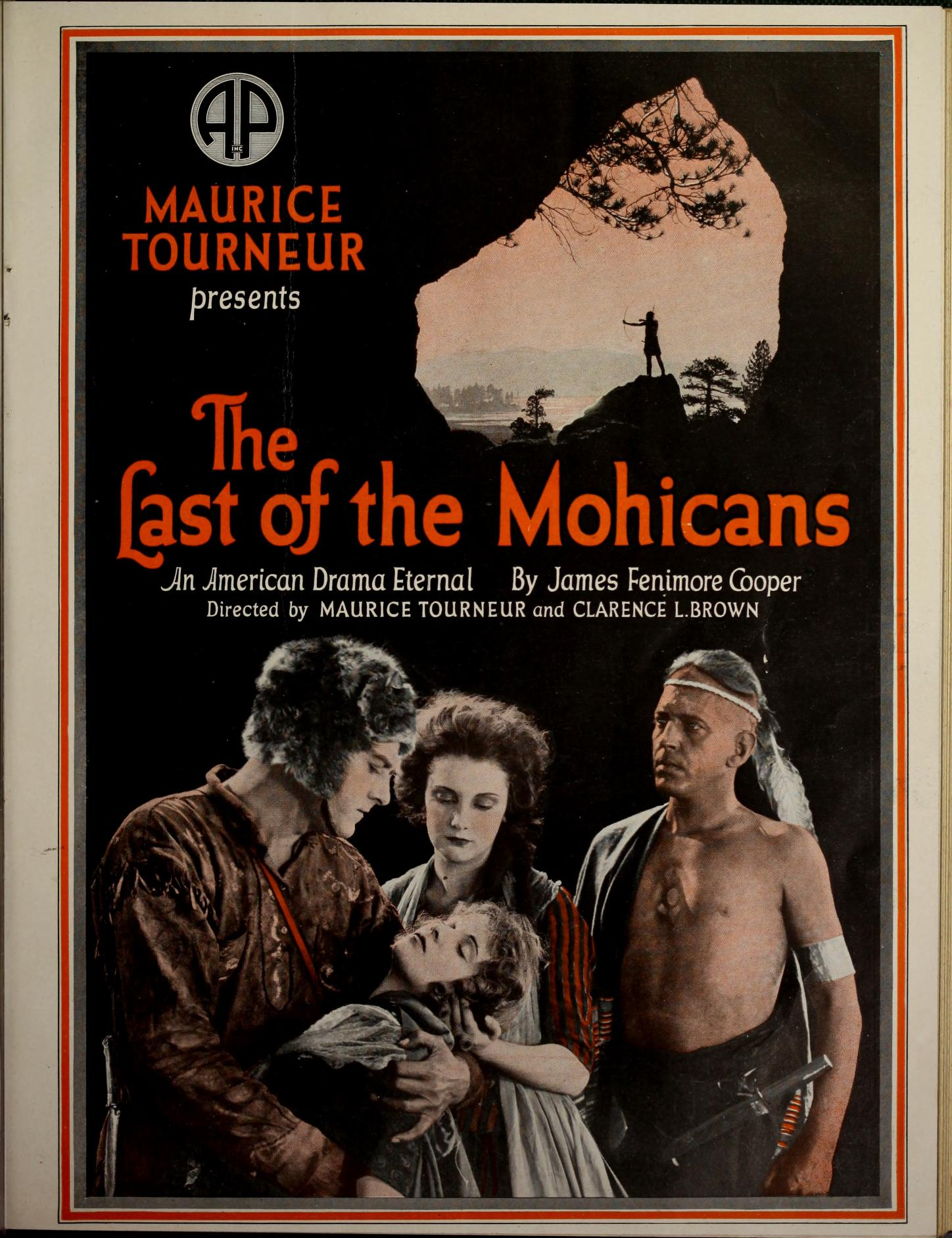
『モヒカン族の最後』1920年版映画の広告

### テレビドラマ
以下の2番組は、革脚絆の人物像をもとにしている。
- Hawkeye and the Last of the Mohicans, カナダ、1957年 ※バンポーの名前は「ナット・カトラー」になっている。
- 『ホークアイ』カナダ、1994年 ※フレンチ・インディアン戦争中の架空のフォートベニングが舞台。

下記は、子供向けシリーズとして4作製作された。
- Leatherstocking Tales, アメリカ（ピッツバーグ・WQED）、1979年（デイタイム・エミー賞Outstanding Children's Series部門受賞）

## 他のポップカルチャーでの扱い
- アラン・ムーア、ケヴィン・オニール『リーグ・オブ・エクストラオーディナリー・ジェントルメン』(1997-2007年)では、バンポーはレミュエル・ガリヴァーの結成したグループの一員として登場する。
- コミック・シリーズJack of Fables(2006-2011年)では、バンポーが登場人物となっている。
- 『M★A★S★H』の主人公ベンジャミン・フランクリン・"ホークアイ"・ピアスは、父親が読んだ唯一の本『モヒカン族の最後』からこのニックネームを付けられた。

### 引用元
- Lukacs, Georg (1969). The Historical Novel. Penguin Books